# Кассіопея A

Кассіопея А, знята за допомогою космічного телескопа «Габбл»

Кассіопея А (Cassiopeia A, Cas A) — залишок наднової (SNR) в сузір'ї Кассіопеї і найяскравіше позасонячне радіоджерело на небі на частотах вище 1 ГГц. Наднова вибухнула приблизно на відстані 11 000 світлових років у межах Чумацького Шляху. Хмара речовини, що залишилась від наднової й розширюється, зараз має розмір приблизно 10 св. р. На довжинах хвиль видимого світла, її було видно аматорськими телескопами аж до 234 мм з фільтрами.
Вважається, що світло спалаху мало досягти Землі близько 300 років тому, але немає історичних записів про які-небудь спостереження наднової, яка утворила залишок, імовірно, через вплив міжзоряного пилу, що поглинув видиме випромінювання перш ніж воно досягло Землі (хоча можливо, що наднова була записана як зоря шостої величини з Кассіопеї Джоном Флемстидом 16 серпня 1680). Можливі пояснення схиляються до думки, що зоря-попередник була надзвичайно масивною і перед вибухом скинула значну частину своїх зовнішніх шарів. Ці зовнішні шари приховали зорю й поглинули більшу частину світла, випроміненого під час колапсу внутрішньої зорі.
Cas A була серед перших виявлених дискретних астрономічних радіоджерел. Про його відкриття повідомили 1948 року Мартін Райл і Френсіс Ґрем-Сміт, астрономи з Кембриджу, на основі спостережень Довгим інтерферометром Майкельсона. Оптичний компонент було вперше виявлено 1950 року.
Cas A в Третьому кембриджському каталозі радіоджерел позначена як 3C461, а в каталозі залишків наднових Гріна має позначення G111.7-2.1.

## Раніше відкриття
Розрахунки (виходячи зі спостережуваного розширення) вказують на вибух, який мав спостерігатися на Землі близько 1667 року. Астроном Вільям Ешворт та інші припустили, що королівський астроном Джон Флемстид випадково спостерігав наднову 16 серпня 1680 року, коли він вніс до каталогу зорю поблизу розташування наднової. Інше припущення недавніх міжгалузевих досліджень полягає в тому, що наднова була міфічною «денною зорею», яку спостерігали 1630 року й яка ознаменувала народження Карла II, майбутнього монарха Великої Британії. У будь-якому разі, більше ніяких наднових Чумацького шляху неозброєним оком із Землі не спостерігалось.

## Розширення
Оболонка розширення має температуру близько 30 млн Кельвінів (50 мільйонів градусів за Фаренгейтом) і розширюється зі швидкістю 4000-6000 км/сек.
Спостереження залишку за допомогою телескопа «Габбл» показали, що, всупереч початковому припущенню, що речовина залишку розширювалась однорідно, існують високошвидкісні окраїнні вузли викидів, які рухаються з поперечними швидкостями 5500−14 500 км/с, а найбільша швидкість спостерігається у двох майже протилежних джетів. Якщо на зображеннях залишку використати різні кольори для позначення речовини різного хімічного складу, стає видно, що такі речовини часто залишились скупчені в залишках вибуху.

## Радіоджерело
1980 року радіоджерело мало щільність потоку 2720±50 Янських на частоті 1 ГГц; його щільність на частоті 1 ГГц зменшується на 0,97±0,04 % на рік. Це зниження означає, що на частотах нижче 1 ГГц Cas A зараз менш інтенсивне, ніж Лебідь А. На частотах вище 1 ГГц залишається найяскравішим позасонячним радіоджерелом на небі.

## Рентгенівське джерело
1979 року Шкловський прогнозував, що Cas A має чорну діру 1999 року рентгенівська обсерваторія «Чандра» виявила «схоже на гарячу точку джерело» близько до центра туманності. Імовірно, що це нейтронна зоря або чорна діра.
Хоча Cas X-1 (або Cas XR-1), ймовірно найяскравіше рентгенівське джерело в сузір'ї Кассіопеї, але під час польоту зондувальних ракет Aerobee 16 червня 1964 року його виявлено не було (хоча воно розглядалось як можливе джерело). Cas A було проскановано під час чергового польоту ракети Aerobee 01 жовтня 1964 р., але істотного рентгенівського потоку (вище фону) на його місці не було. Cas XR-1 було виявлено у результаті польоту ракети Aerobee 25 квітня 1965 на координатах RA 23г 21х DEC +58° 30′. Cas X-1 — це Cas A, залишок наднової типу II на RA 23г 18х DEC +58° 30′.
Позначення Cassiopeia X-1, Cas XR-1, Cas X-1 більше не вживаються, а рентгенівське джерело є Cas A (SNR G111.7-02.1) на 2U 2321+58.

## Луна спалаху
Інфрачервона луна спалаху Кассіопеї А спостерігалась на довколишніх хмарах газу з використанням космічного телескопу «Спітцер». Записаний спектр довів, що наднова мала тип IIb, тобто, утворилась у результаті колапсу й вибуху масивної зорі, яка швидше за все була червоним надгігантом із гелієвим ядром, який втратив майже всю свою водневу оболонку. Це було перше спостереження інфрачервоної луни наднової, спалах якої безпосередньо не спостерігався, що відкриває можливості для вивчення та реконструкції минулих астрономічних подій.

## Виявлення фосфору
2013 року астрономи виявили у Кассіопеї А фосфор, що підтвердило, що цей елемент утворюється у процесі нуклеосинтезу в наднових. Співвідношення фосфору до заліза у речовині залишку наднової може бути до сотні разів вищим, ніж у Чумацькому шляху в цілому.